# 洛河镇 (淮南市)
洛河镇，是中华人民共和国安徽省淮南市大通区下辖的一个乡镇级行政单位。

## 行政区划
洛河镇下辖以下地区：
洛河社区、洛西社区、洛电社区、农场社区、金庄社区、田东社区、朝阳社区、胡圩社区、淮建村、洛河村、刘郑村、陈郢村、刘郢村、陈庄村、王庄村、林巷村、西湖村和宫集村。